# Death Wish 4: The Crackdown
Death Wish 4: The Crackdown är en actionfilm från 1987, regisserad av J. Lee Thompson. Denna film hade betydligt lägre budget än de tidigare Death Wish-filmerna.